# The Market for Lemons
The Market for Lemons: Quality Uncertainty and the Market Mechanism (deutsch „Der Markt für Zitronen: Qualität, Ungewissheit und der Marktmechanismus“) ist der Titel eines Aufsatzes des US-amerikanischen Wirtschaftswissenschaftlers George A. Akerlof aus dem Jahre 1970, der sich mit der Thematik der asymmetrischen Information zwischen zwei oder mehr Vertragsparteien befasst.

## Allgemeines
Mit der Bezeichnung „Zitronen“ ist nicht etwa das Agrarprodukt gemeint. Vielmehr versteht die US-amerikanische Umgangssprache hierunter Montagsautos oder Gebrauchtwagen geringer Qualität, die Akerlof in seinem Aufsatz beschrieb.
Akerlof erhielt für seine Arbeit im Jahre 2001 den Alfred-Nobel-Gedächtnispreis.

## Inhalt
Akerlof behandelt die adverse Selektion auf dem Markt für Gebrauchtwagen. Diese Gebrauchtwagen gehören zwei Güteklassen an, entweder zu den guten Gebrauchtwagen (englisch plums, peaches) oder den schlechten (englisch lemons). Während der Verkäufer der Gebrauchtwagen deren Qualität kennt, kann der Käufer (etwa ein Autohändler) nur eingeschränkt gute von schlechten Fahrzeugen unterscheiden. Der Käufer ist mit dem Problem der „verdeckten Eigenschaften“ (englisch hidden characteristics) konfrontiert und muss einen Erwartungswert für die Qualität des Autos bilden. Er muss zudem Informationskosten aufwenden, um das Fahrzeug in eine der Güteklassen einordnen zu können. Ohne diese Kenntnis ist er nicht bereit, einen hohen Marktpreis zu bezahlen, sondern seine Zahlungsbereitschaft orientiert sich an der im Markt vorhandenen Durchschnittsqualität. Dieser Preis liegt aber unter dem Reservationspreis (einiger) der Anbieter von guten Wagen. Da dieser jedoch nicht den realen Marktwert für Fahrzeuge hoher Qualität widerspiegelt, sind die Verkäufer guter Gebrauchtwagen nicht mehr in der Lage, einen für sie adäquaten Preis zu erzielen. Die Verkäufer ziehen deshalb ihr Angebot für gute Gebrauchtwagen zu Gunsten schlechter Fahrzeuge zurück, so dass die Durchschnittsqualität auf dem Markt sinkt; der Markt für gute Gebrauchtwagen bricht zusammen (Marktversagen) oder entsteht erst gar nicht.

## Wirtschaftliche Aspekte
Dass ein Verkäufer einen Wissensvorsprung gegenüber dem Käufer besitzt, betrifft alle Gütermärkte. Akerlof war der Erste, der die Auswirkungen asymmetrischer Information bezüglich der Produktqualität untersuchte: Wenn Käufer Güter bezüglich der Produktqualität nur schwer beurteilen können, werden sie im Durchschnitt weniger zahlen, als sie zahlen würden, wenn sie nur aus leicht zu beurteilenden Gütern hoher Produktqualität wählen könnten. Sie berücksichtigen das Risiko, eine „lemon“ zu erwischen. So kann die Marktverdrängung von Anbietern hoher Produktqualitäten bei notwendigerweise höheren Preisen erklärt werden.
Die Beseitigung der Informationsasymmetrie dient als Lösung, ist aber mit zusätzlichen Kosten verbunden (z. B. TÜV-/DEKRA-Siegel für Gebrauchtwagen, umfangreiche Probefahrten). Des Weiteren können die Anbieter mit hoher Qualität auch Produkte geringerer Qualität produzieren, um nicht vom Markt verdrängt zu werden (Produktdifferenzierung).
Auch in den anderen Fällen asymmetrischer Information kommt es zu einer Abweichung von der effizienten Lösung bei vollständiger Information, im Rahmen der Prinzipal-Agent-Theorie werden diese Kosten als Agenturkosten bezeichnet.

## Rezeption
„The Market for Lemons“ löste einen Paradigmenwechsel in der ökonomischen Forschung aus, der als Neue Institutionenökonomik bis heute aktuell ist. Dem Politikwissenschaftler Robert O. Keohane half Akerlofs Aufsatz bei der Entwicklung des Ansatzes des neoliberalen Institutionalismus.